# Жители фургонов

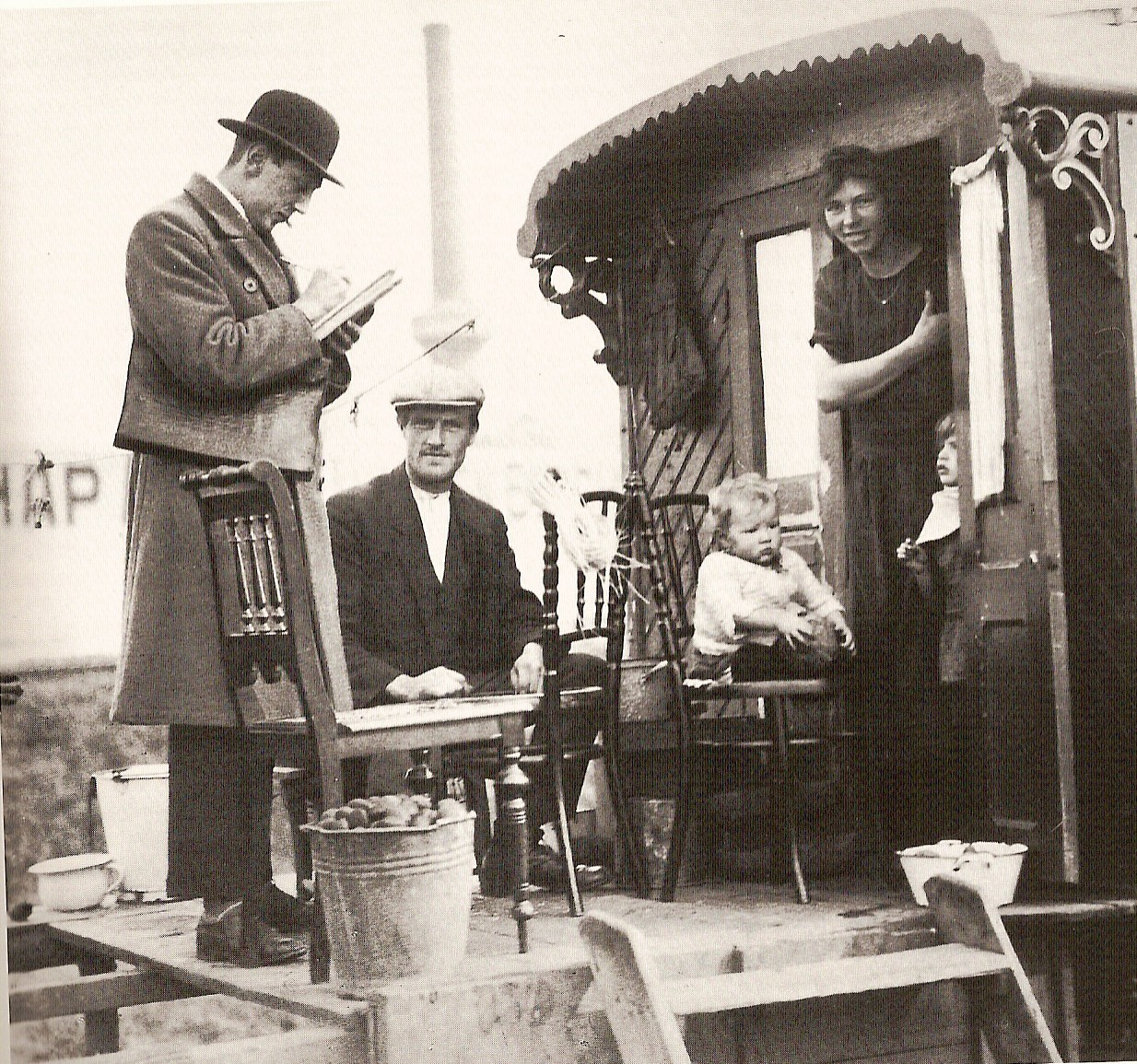
1925.

«Жители фургонов» (нидерл. woonwagenbewoners) — маргинальная социальная группа в Нидерландах (уничижительно называемая «kampers»; предпочтительное самоназвание — «reizigers», «путешествующие»), образовавшаяся в XIX веке из представителей обедневших слоев нидерландского населения и говорящая на социолекте «баргунс» (нидерл. bargoens), разновидности нидерландского жаргона.
Иногда считается, что обитатели караванов потомки цыган (рома и синти). Это неверно. Жители караванов в основном голландского происхождения, потомки мелких фермеров, сельскохозяйственных рабочих и рабочих торфяников, обедневших из-за различных причин (включая механизацию) и поэтому начавших около 1850 года перемещаться с места на место, надеясь заработать немного денег и, возможно, получить работу. Это поместило их в основном в тy же социальнyю категорию, что и цыган и в основном вне общества.